# آکوپوکرو
آکوپوکرو (به اسپانیایی: Aqup'ukru) یک کوه در پرو است که در Peru, Puno Region  قرار دارد و آکوپوکرو ۴٬۹۹۷ متر بالاتر از سطح دریا واقع شده‌است.